# 河北華日藥業
河北華日藥業有限公司（Hebei Huari Pharmaceuticals Co., Ltd），屬於華北製藥旗下公司，在1996年動工，直至1997年成立，主要生產及研發普鲁卡因青霉素和普鲁卡因青霉素+1%卵磷脂两个无菌原料药产品。
而母公司曾和中國製藥母公司石家莊製藥集團合併，但已告吹，原因為是受到文化和效益問題。2009年6月被前稱金牛能源的冀中能源股份收購，成為旗下公司。  

## 外部連結
- 河北華日藥業有限公司